# Contea di Nyima
Nyima (尼瑪縣T; 尼玛县S; Nímǎ XiànP) è una contea cinese della prefettura di Nagchu nella Regione Autonoma del Tibet. Il capoluogo è la città di Nyima. Nel 1999 la contea contava 32 761 abitanti per una superficie totale di 72499,4 km². L'area faceva parte della contea di Xainza fino al 1º agosto 1983 quando fu stabilita la contea indipendente di Nyima.

## Città
La contea è suddivisa in un comuni e 13 villaggi. 
- Nima (Nyima) 尼玛镇 (comune)
- Wenbu 文部乡 (comune)
- Shenya 申亚乡 (villaggio)
- Jiwa 吉瓦乡 (villaggio)
- Checang 军仓乡 (villaggio)
- Zhongcang 中仓乡 (villaggio)
- Jiagu 甲谷乡 (villaggio)
- Ejiuduo 俄久多乡 (villaggio)
- Zhuowa 卓瓦乡 (villaggio)
- Zhuoni 卓尼乡 (villaggio)
- Laiduo 来多乡 (villaggio)
- Rongma 荣玛乡 (villaggio)
- Asuo 阿索乡 (villaggio)
- Daguo 达果乡 (villaggio)

## Composizione etnica della popolazione
Nel 2003 la popolazione della contea era così suddivisa a livello etnico:
| Etnia    | Percentuale |
| -------- | ----------- |
| tibetani | 99,7%       |
| Han      | 0,2%        |
| mongoli  | 0,1%        |

## Geografia fisica
Nel nord della contea di Nyima si formano montagne del Kunlun con l'Ulugh Muztagh (6973 m) nel nord-est, e il Gangdise nel sud. La cima più alta della regione è lo Zangse Gangri (6460 m) e il Jangngaida Rinag (6098 m). Nella contea di Nyima ci sono numerosi laghi tra cui il Tangra Yutsho con una superficie di 816 km² a 4.535 metri di altitudine, il Ngangzi Tsho con 406 km² a 4683 metri di altitudine e lo Yibug Caka con circa 100 km² a 4.557 metri di altitudine.